# Jaclyn Narracott
Jaclyn Narracott (ur. 5 listopada 1990 w Brisbane) – australijska skeletonistka, dwukrotna olimpijka, wicemistrzyni olimpijska z Pekinu 2022.

## Kariera
Na arenie międzynarodowej zadebiutowała na Mistrzostwach Świata Juniorów 2012.
14 stycznia 2022 została pierwszym Australijczykiem, który zwyciężył w konkursie Pucharu Świata w skeletonie. W 2022 zdobyła pierwszy medal olimpijski dla Australii w skeletonie.

## Życie prywatne
Studiowała na University of Queensland. Wyszła za mąż za brytyjskiego skeletonistę Dominica Parsonsa. Obecnie mieszka w Bath, w Wielkiej Brytanii.

## Udział w zawodach międzynarodowych
| Impreza                     | Rok   | Gospodarz            | Miejsce |                      |      |            |     |
| --------------------------- | ----- | -------------------- | ------- | -------------------- | ---- | ---------- | --- |
| Impreza                     | Rok   | Gospodarz            | Miejsce | Igrzyska olimpijskie | 2018 | Pjongczang | 16. |
| 2022                        | Pekin | 02 !                 |         | Igrzyska olimpijskie |      |            |     |
| Mistrzostwa świata          | 2015  | Winterberg           | 16.     |                      |      |            |     |
| Mistrzostwa świata          | 2016  | Innsbruck            | 17.     |                      |      |            |     |
| Mistrzostwa świata          | 2017  | Schönau am Königssee | 17.     |                      |      |            |     |
| Mistrzostwa świata          | 2020  | Altenberg            | 27.     |                      |      |            |     |
| Mistrzostwa świata juniorów | 2012  | Innsbruck            | 13.     |                      |      |            |     |
| Mistrzostwa świata juniorów | 2014  | Winterberg           | 14.     |                      |      |            |     |